# Itnal, Parasgad
Itnal là một làng thuộc tehsil Parasgad, huyện Belgaum, bang Karnataka, Ấn Độ.